# Liriochroa
Liriochroa is een geslacht van vlinders van de familie tandvlinders (Notodontidae), uit de onderfamilie Notodontinae.

## Soorten
- L. divergens (Kiriakoff, 1954)
- L. veronica Kiriakoff, 1968